# 'Nduja

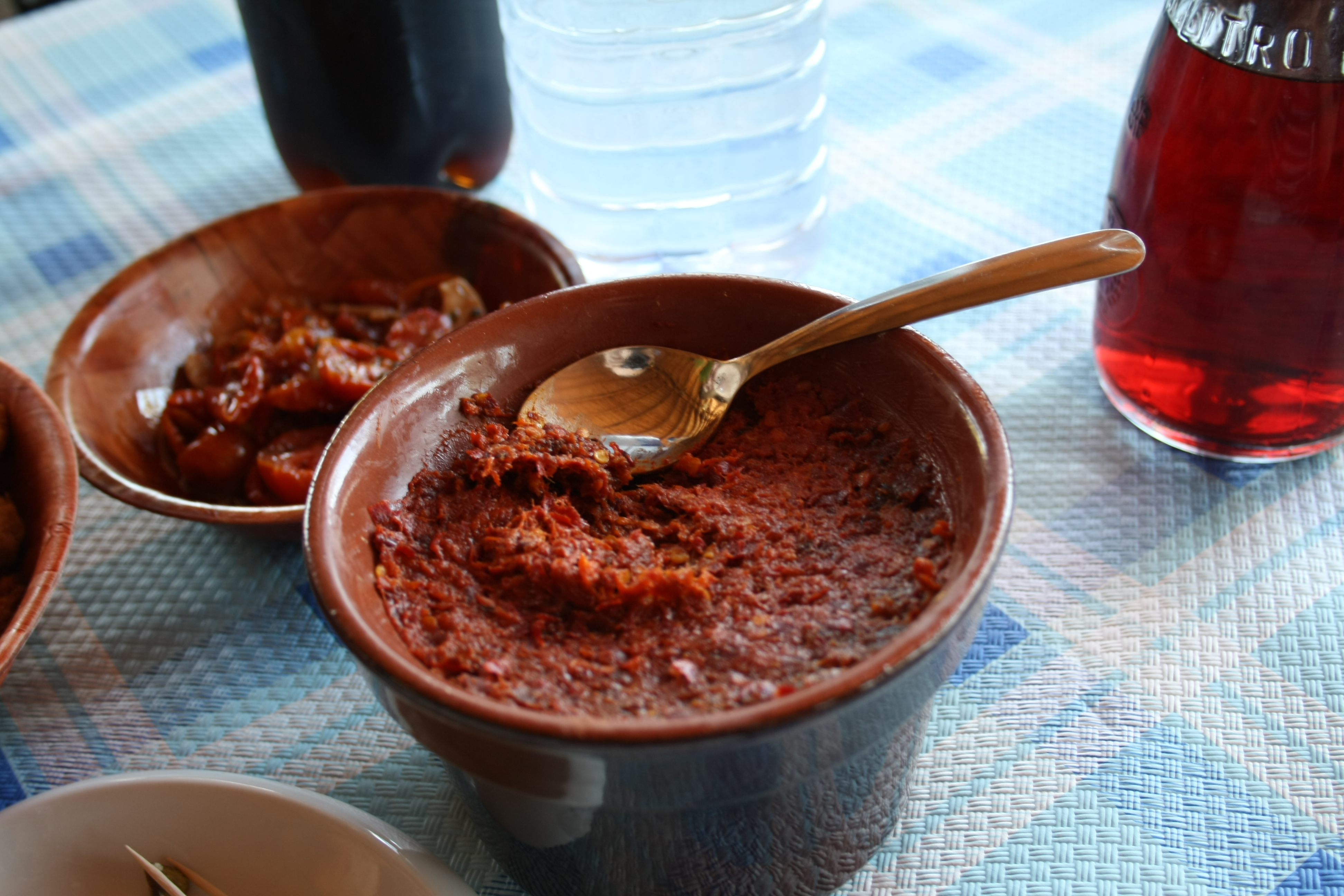
'Nduja pronto para comer

O 'nduja (do francês andouille) é um enchido típico da cozinha calabresa e, em geral, da cozinha italiana, muito picante, feito com carne de porco e especiarias, entre as quais se destaca o colorau. Deriva do andouille, um tipo de linguiça francesa introduzida no sul da Itália pelos angevinos.
Muito semelhante à sobrasada de Maiorca, provém da região da Calábria, concretamente da cidade de Spilinga, mas a sua produção espalhou-se por toda a região.
O nome vem da palavra francesa andouille, que por sua vez vem da palavra latina inductilia (que significa "coisas prontas para serem introduzidas").
É preparado com as partes gordurosas do porco, misturadas com pimenta calabresa picante e introduzida no ceco e depois defumada.
É consumido espalhando-o em pedaços de pão torrado, ou usando-a como base para salsas de pasta como o ragu.